# Alfredo Armano
Alfredo Armano (né à La Spezia le 4 octobre 1885 et mort dans la même ville le 15 septembre 1965) est un joueur de football italien.
Appelé Armano II pour le différencier de son frère aîné Gioacchino Armano, il est notamment célèbre pour avoir été l'un des treize membres fondateurs de l'un des plus célèbres clubs de football au monde, la Juventus.

## Biographie
Alfredo cofonde le 1er novembre 1897 avec son frère Gioacchino et onze autres étudiants turinois au gymnase Massimo-d’Azeglio le Sport-Club Juventus.
Lors de la saison du championnat d'Italie 1902, il fait partie de l'effectif de la Juventus qui dispute sa troisième compétition officielle. Il joue son premier match contre le Football Club Torinese le 2 mars 1902, match qui se termine sur un match nul 1-1. 
Armano II inscrit le seul et unique but de sa carrière le 23 mai 1909,lors d'un succès 1-0 sur Andrea Doria.
Il dispute en tout sept matchs de championnat avec le club (une saison ne compte à l'époque que quelques matchs, moins d'une dizaine), pour 11 matchs officiels.

## Palmarès
Juventus
- Championnat d'Italie :
  - Vice-champion : 1903.

## Carrière
| Club                              | Saison     | Championnat         | Championnat | Championnat | Total  | Total |
| Club                              | Saison     | Compétition         | Matchs      | Buts        | Matchs | Buts  |
| --------------------------------- | ---------- | ------------------- | ----------- | ----------- | ------ | ----- |
| Foot-Ball Club Juventus ( Italie) | 1900       | Campionato Federale | 0           | 0           | 0      | 0     |
| Foot-Ball Club Juventus ( Italie) | 1901       | Campionato Federale | 0           | 0           | 0      | 0     |
| Foot-Ball Club Juventus ( Italie) | 1902       | Campionato Federale | 3           | 0           | 3      | 0     |
| Foot-Ball Club Juventus ( Italie) | 1903       | Campionato Federale | 2           | 0           | 2      | 0     |
| Foot-Ball Club Juventus ( Italie) | 1905       | Prima Categoria     | 0           | 0           | 0      | 0     |
| Foot-Ball Club Juventus ( Italie) | 1906       | Prima Categoria     | 0           | 0           | 0      | 0     |
| Foot-Ball Club Juventus ( Italie) | 1907       | Prima Categoria     | 0           | 0           | 0      | 0     |
| Foot-Ball Club Juventus ( Italie) | 1908       | Prima Categoria     | 2           | 0           | 2      | 0     |
| Foot-Ball Club Juventus ( Italie) | 1909       | Prima Categoria     | 3           | 1           | 3      | 1     |
| Foot-Ball Club Juventus ( Italie) | 1909-1910  | Prima Categoria     | 0           | 0           | 0      | 0     |
| Foot-Ball Club Juventus ( Italie) | 1910-1911  | Prima Categoria     | 1           | 0           | 1      | 0     |
|                                   | Total Juve |                     | 11          | 1           | 11     | 1     |
| Total carrière                    |            |                     | 11          | 1           | 11     | 1     |